# Cút họng đen
Colinus nigrogularis là một loài chim trong họ Odontophoridae.